# Boute Vive
La Boute Vive est une rivière française dans les deux départements du Cher et de Loir-et-Cher, affluent de la Grande Sauldre, donc sous-affluent de la Loire par le Cher.

## Géographie
La longueur de son cours d'eau est de 15,6 kilomètres.
Elle prend naissance à Sainte-Montaine à environ 1 km au nord-ouest du bourg, à partir de la source qui est associée à la légende de sainte Montaine. Elle coule vers l'ouest et se jette en rive gauche dans la Grande Sauldre au niveau de la commune de Pierrefitte-sur-Sauldre.

### Communes traversées
Dans les deux départements du Cher et de Loir-et-Cher, la Boute Vive traverse trois communes :
Dans le Cher
- Sainte-Montaine, Brinon-sur-Sauldre

En Loir-et-Cher
- Pierrefitte-sur-Sauldre

## Affluents
La Boute Vive a quatre tronçons affluents référencés dont :
- le Brocher
- Cosset